# آلكلو (سقز)
قرية آلكلو (بالكردية: ئاڵکەڵوو) هي إحدى القرى التابعة لـسرا في ريف قسم مركزي من مقاطعة سقز، في محافظة كردستان الإيرانية.

## السكان
حسب إحصاءات سنة 2006، بلغ إجمالي السكان في آلكلو 425 نسمة وعدد المساكن 84 مسكن. لغة سكان آلكلو هي اللغة الكردية وهم من أهل السنة والجماعة والمذهب الشافعي.